# Lot y Garona
Lot y Garona (47; en francés Lot-et-Garonne) es un departamento francés situado en el suroeste del país, perteneciente, desde el 1 de enero de 2016, a la nueva región de Nueva Aquitania. Debe su nombre a los ríos Lot y Garona. Su gentilicio en francés es Lot-et-Garonnais.

## Geografía
- Limita al norte con Dordoña, al este con Lot y Tarn y Garona, al sur con Gers y al oeste con Landas y Gironda.

## Demografía
| 1801    | 1831    | 1841    | 1851    | 1856    | 1861    | 1866    |
| ------- | ------- | ------- | ------- | ------- | ------- | ------- |
| 298 940 | 346 885 | 347 073 | 346 260 | 341 345 | 340 041 | 332 065 |
| 1872    | 1876    | 1881    | 1886    | 1891    | 1896    | 1901    |
| 319 289 | 316 920 | 312 081 | 307 437 | 295 360 | 286 377 | 278 740 |
| 1906    | 1911    | 1921    | 1926    | 1931    | 1936    | 1946    |
| 274 610 | 268 083 | 239 972 | 246 609 | 247 500 | 252 761 | 265 449 |
| 1954    | 1962    | 1968    | 1975    | 1982    | 1990    | 1999    |
| 265 549 | 275 028 | 290 592 | 292 616 | 298 522 | 305 989 | 305 380 |

Notas a la tabla:
- Al crearse el 4 de noviembre de 1808 el departamento de Tarn y Garona, el de Lot y Garona le cedió los cantones de Auvillar, Montaigu-de-Quercy y Valence.

Las mayores ciudades del departamento son (datos del censo de 1999):
- Agen: 30 170 habitantes; 69 488 en la aglomeración.
- Villeneuve-sur-Lot: 22 782 habitantes; 41 953 en la aglomeración.
- Marmande: 16 770 habitantes; 23 727 en la aglomeración.